# Eidersperrwerk
Het Eidersperrwerk is een stormvloedkering bij Tönning in de Duitse deelstaat Sleeswijk-Holstein. Het bouwwerk ligt op de plaats waar de Eider uitmondt in de Waddenzee.
De kering heeft tot doel het achterland te beschermen tegen stormvloeden. Nadat Tönning door de stormvloed van 1962 was getroffen, wilde men maatregelen nemen om het gebied beter te beschermen tegen het hoge water. De eerste optie was om de dijken langs de oevers van de Eider te verhogen, de tweede optie was een waterkering in de monding van de rivier. Men koos voor het laatste en startte in 1967 met de bouw. De belangrijkste moeilijkheid was om de waterbeweging in de riviermonding onder controle te krijgen. De kustlijn in het estuarium werd hiertoe verkort van 60 tot 4,8 km. De kosten van het project bedroegen circa 170 miljoen DM (87 miljoen euro). Op 20 maart 1973 werd het Eidersperrwerk officieel geopend. Het is de grootste waterkering langs de Duitse kust.

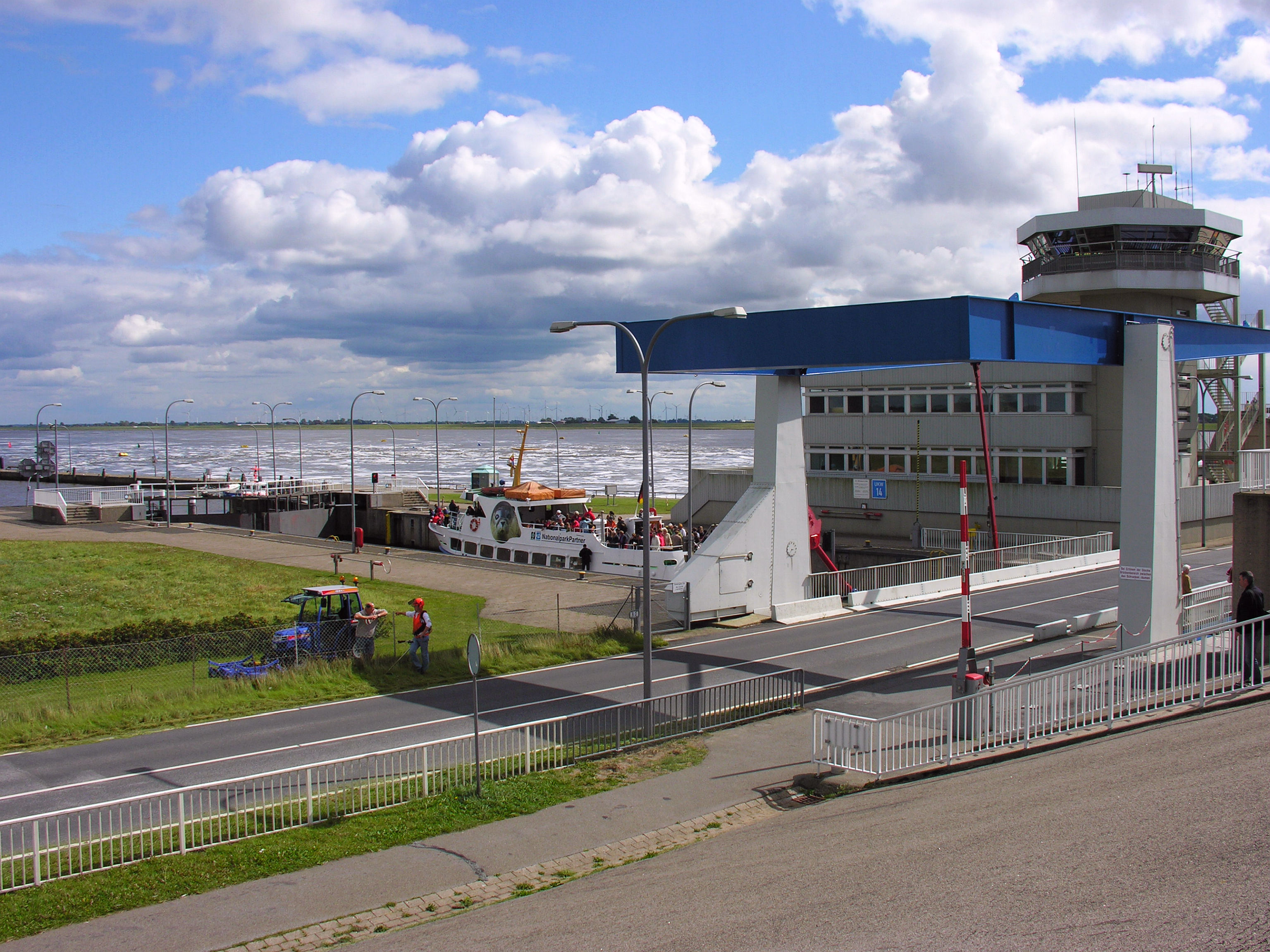
Eidersperrwerk met rivier Eider en landweg 305, sluis en control tower

Door de gewijzigde kustlijn en de enorme stroming door de opening spoelde enorm veel zand weg. Er ontstonden aan beide zijden van de kering kolken van wel 28 meter diep. In 1993 werden deze met 45.000 zandzakken gedempt.
Naast de waterkering ligt een schutsluis voor de scheepvaart en over de kering loopt een autoweg. Naast de kustbescherming heeft het project ook bijgedragen tot de economische ontwikkeling van de Kreis Dithmarschen en de Kreis Eiderstedt.